# Лассвиц, Курд
Курд Лассвиц (нем. Carl Theodor Victor Kurd Laßwitz, 20 апреля 1848, Бреслау — 17 октября 1910, Гота) — немецкий писатель-фантаст.

## Биография
Сын предпринимателя и политика. Изучал математику и физику в университетах Бреслау и Берлина. С 1876 многие годы преподавал в гимназии в Готе.

## Творчество
Взгляды Лассвица на пространство и время сложились под влиянием Канта и Фехнера (в 1896 году Лассвиц опубликовал биографию последнего). В 1871 году напечатал дебютную фантастическую новеллу «К нулевой точке существования». Литературное признание пришло к Лассвицу после появления его научно-фантастического романа «На двух планетах» (1897, рус. пер. 1925). В 1902 году опубликовал роман «В тумане тысячелетий» (Homchen: Ein Tiermärchen aus der oberen Kreide).

## Признание
Повлиял на прозу немецкого экспрессионизма. Именем писателя назван кратер на Марсе и астероид (46514) Лассвиц. Лассвица упоминает Борхес в эссе «Всемирная библиотека». Скрытая ссылка на Лассвица есть в романе братьев Стругацких «Беспокойство» (гл. 3).
С 1981 года в Германии вручается премия по фантастике имени Курда Лассвица. Её трижды получали Герберт Франке и Андреас Эшбах, в номинации «Зарубежный фантастический роман» — Брайан Олдис, Филипп Дик, Иэн Бэнкс (четырежды), Сергей Лукьяненко (2007).